# 6119 Hjorth
6119 Hjorth eller 1986 XH är en asteroid i huvudbältet, som upptäcktes 6 december 1986 av den danska astronomen Poul Jensen vid Brorfelde-observatoriet. Den är uppkallad efter den danske astronomen Jens Hjorth.
Den har den diameter på ungefär 6 kilometer och den tillhör asteroidgruppen Eunomia.